# Występek o charakterze chuligańskim
Ten artykuł należy dopracować:

przedstawiono sytuację tylko z polskiej perspektywy – artykuł powinien być przekrojowy.
Pomóż go poprawić. 
Występek o charakterze chuligańskim – występek polegający na:
- umyślnym zamachu na zdrowie, na wolność, na cześć lub nietykalność cielesną, na bezpieczeństwo powszechne, na działalność instytucji państwowych lub samorządu terytorialnego, na porządek publiczny, albo
- na umyślnym niszczeniu, uszkodzeniu lub czynieniu niezdatną do użytku cudzej rzeczy,

jeżeli sprawca działa publicznie i bez powodu albo z błahego powodu, okazując przez to rażące lekceważenie porządku prawnego.
Definicja legalna występku o charakterze chuligańskim została zamieszczona w art. 115 § 21 polskiego Kodeksu karnego, wprowadzonym przez art. 1 pkt 6 ustawy z dnia 16 listopada 2006 r. o zmianie ustawy – Kodeks karny oraz niektórych innych ustaw (Dz.U. z 2006 r. nr 226, poz. 1648) z mocą obowiązującą od 12 marca 2007.